# Internationale Vegetarier-Union

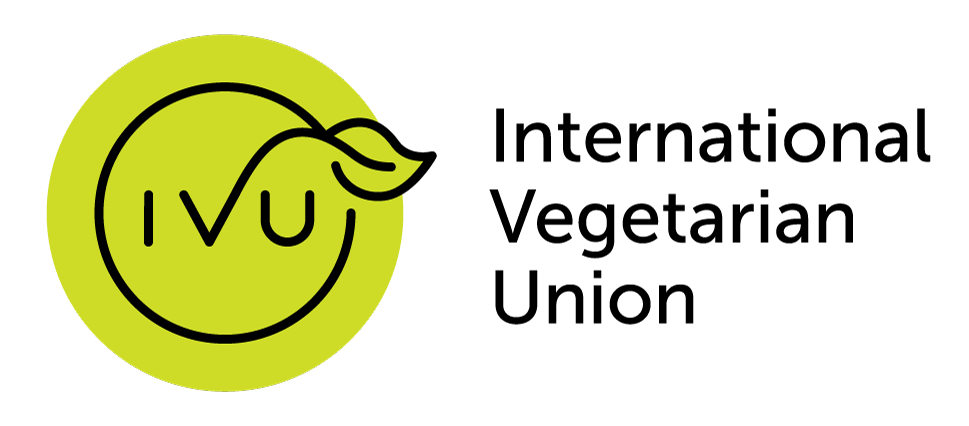
Logo der IVU

Die Internationale Vegetarier-Union (IVU) ist eine gemeinnützige Organisation mit dem Ziel, den Vegetarismus weltweit zu fördern. Sie wurde am 18. August 1908 während des ersten Welt-Vegetarier-Kongresses in Dresden gegründet. Die Idee für die IVU kam von der Französischen Vegetarischen Gesellschaft, der erste Kongress wurde auf internationaler Ebene von der Britischen Gesellschaft und lokal von der Dresdner Gesellschaft mit Unterstützung vom Vegetarierbund Deutschland organisiert. Seitdem gibt es eine Reihe von Kongressen, die überall in der Welt stattfinden.
Die IVU wird ausschließlich von Vegetariern geleitet. Jeder Einzelne, jede Familie oder Organisation, welche die Ziele und Zielvorstellungen der IVU unterstützt, darf Förderer der IVU sein, ungeachtet ob sie nun Vegetarier sind oder nicht.
Um den Vegetarismus zu fördern, werden folgende Punkte verfolgt:
- Die Gründung von lokalen, regionalen und nationalen Gruppen anzuregen und deren Zusammenarbeit untereinander zu unterstützen.
- Sowohl Welt- als auch regionale Kongresse anzuregen, um die vegetarische Idee an die Öffentlichkeit zu bringen und um den Vegetariern Gelegenheit zu geben sich gegenseitig auszutauschen.
- Die Beschaffung von Geldern zur Unterstützung von lokalen und regionalen Gruppen, wo es nötig ist.
- Die Forschung über alle Aspekte des Vegetarismus und die Sammlung und Publikation über Vegetarismus in jeder Art von Medien durch die IVU selbst und all ihren Mitgliedsgesellschaften zu fördern.
- Den Vegetarismus bei zuständigen Gremien international zu vertreten und weltweit für die Vegetarier zu sprechen.

Die Aktivitäten werden von der Vollversammlung geregelt, die auf jedem Weltkongress abgehalten wird. Zwischen den Kongressen hat der Internationale Rat, dessen Mitglieder jeweils auf den Kongressen gewählt werden, die Verantwortung für den alltäglichen Ablauf bei der IVU.
Seit Ende der 1970er-Jahre wird von der Union der Weltvegetariertag begangen, der seither von zahlreichen Initiativen und Verbänden weltweit übernommen wurde.